# Frank Redman
Pour les articles homonymes, voir Redman (homonymie).
Frank Redman est un directeur de la photographie américain (membre de l'ASC), né en 1906 au Fort Lee et mort en 1966.

## Biographie
Au cinéma, Frank Redman débute comme chef opérateur sur un film muet sorti en 1927. Suivent soixante-neuf autres films américains à ce poste, le dernier sorti en 1952.
Mentionnons La Fille et son cow-boy de William A. Seiter (avec Jean Arthur et John Wayne) et Vivre libre de Jean Renoir (avec Charles Laughton et Maureen O'Hara), tous deux sortis en 1943, Cour criminelle de Robert Wise (1946, avec Tom Conway et Martha O'Driscoll), ou encore Les Reines du music-hall de Phil Karlson (1948, avec Adele Jergens et Marilyn Monroe).
Dans les années 1930, il est également cadreur, notamment sur What Price Hollywood? de George Cukor (1932, avec Constance Bennett et Lowell Sherman).
Après son retrait du grand écran, Frank Redman revient comme directeur de la photographie pour la télévision, collaborant à sept séries, la première en 1956. Citons la série-western La Flèche brisée (trois épisodes, 1957) et surtout Perry Mason (cent-sept épisodes, 1957-1964). Son ultime contribution est pour le premier épisode, diffusé en 1965, de Papa Schultz.

## Filmographie partielle

### Cinéma
Cadreur
- 1931 : Way Back Home de William A. Seiter
- 1932 : What Price Hollywood? de George Cukor
- 1932 : Little Orphan Annie de John S. Robertson
- 1933 : La Chaîne d'argent (The Silver Cord) de John Cromwell
- 1933 : La Revanche du cur (Bed of Roses) de Gregory La Cava
- 1934 : Murder on the Blackboard de George Archainbaud
- 1934 : We're Rich Again de William A. Seiter

Directeur de la photographie

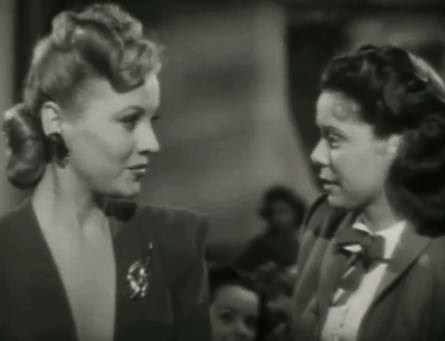
Sing Your Way Home (1945) :
Anne Jeffreys (à g.) et Marcy McGuire

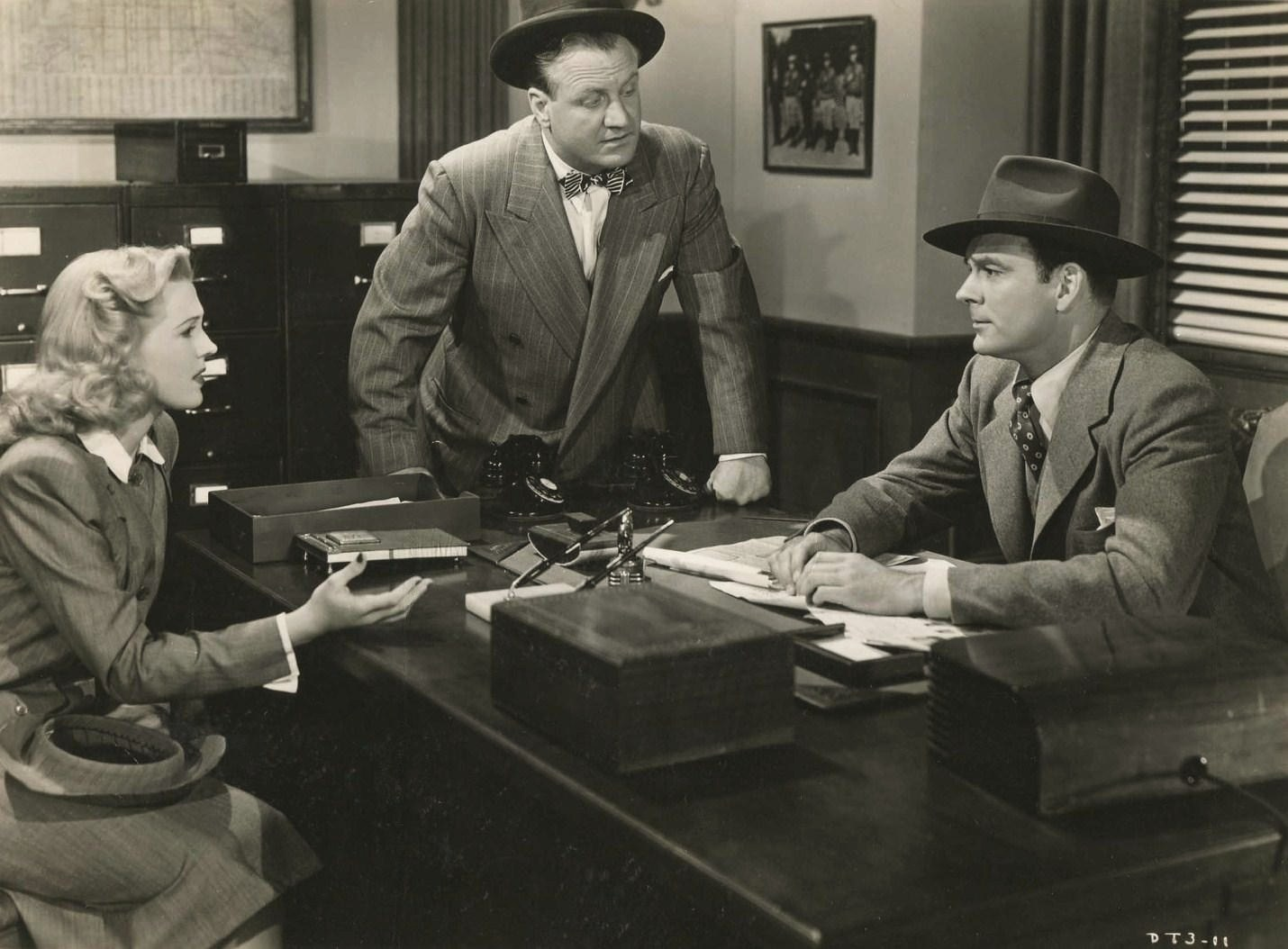
Dick Tracy contre le gang (1947) :
Anne Gwynne, Lyle Latell et Ralph Byrd
(de g. à d.)

- 1928 : A Final Reckoning de Ray Taylor
- 1929 : Eyes of the Underworld de Leigh Jason et Ray Taylor
- 1938 : Crashing Hollywood de Lew Landers
- 1938 : Fugitives for a Night de Leslie Goodwins
- 1939 : Career de Leigh Jason
- 1939 : Beauté sur commande (Beauty for the Asking) de Glenn Tryon
- 1939 : Conspiracy de Lew Landers
- 1939 : Man of Conquest de George Nichols Jr.
- 1939 : Le Saint contre-attaque (The Saint Strikes Back) de John Farrow
- 1939 : Two Thoroughbreds de Jack Hively
- 1940 : Men Against the Sky (en) de Leslie Goodwins
- 1940 : La Villa des piqués (You'll Find Out) de David Butler
- 1940 : The Saint Takes Over de Jack Hively
- 1940 : The Marines Fly High (en) de Benjamin Stoloff et George Nichols Jr.
- 1940 : Too Many Girls de George Abbott
- 1941 : Look Who's Laughing d'Allan Dwan
- 1941 : Playmates de David Butler
- 1941 : They Meet Again d'Erle C. Kenton
- 1942 : Sing Your Worries Away d'A. Edward Sutherland
- 1942 : Powder Town de Rowland V. Lee
- 1942 : Here We Go Again d'Allan Dwan
- 1942 : The Great Gildersleeve de Gordon Douglas
- 1943 : L'Exubérante Smoky (Government Girl) de Dudley Nichols
- 1943 : Perdue sous les tropiques (Flight for Freedom) de Lothar Mendes
- 1943 : Vivre libre (This Land Is Mine) de Jean Renoir
- 1943 : The Falcon in Danger de William Clemens
- 1943 : La Fille et son cow-boy (A Lady Takes a Chance) de William A. Seiter
- 1943 : Petticoat Larceny de Ben Holmes (en)
- 1944 : A Night of Adventure (en) de Gordon Douglas
- 1944 : The Falcon in Mexico de William Berke
- 1945 : Pan-Americana de John H. Auer
- 1945 : Having Wonderful Crime d'A. Edward Sutherland
- 1945 : Man Alive (en) de Ray Enright
- 1945 : Dick Tracy de William Berke
- 1945 : Sing Your Way Home d'Anthony Mann
- 1946 : San Quentin de Gordon Douglas
- 1946 : The Truth About Murder de Lew Landers
- 1946 : The Falcon's Adventure (en) de William Berke
- 1946 : Cour criminelle (Criminal Court) de Robert Wise

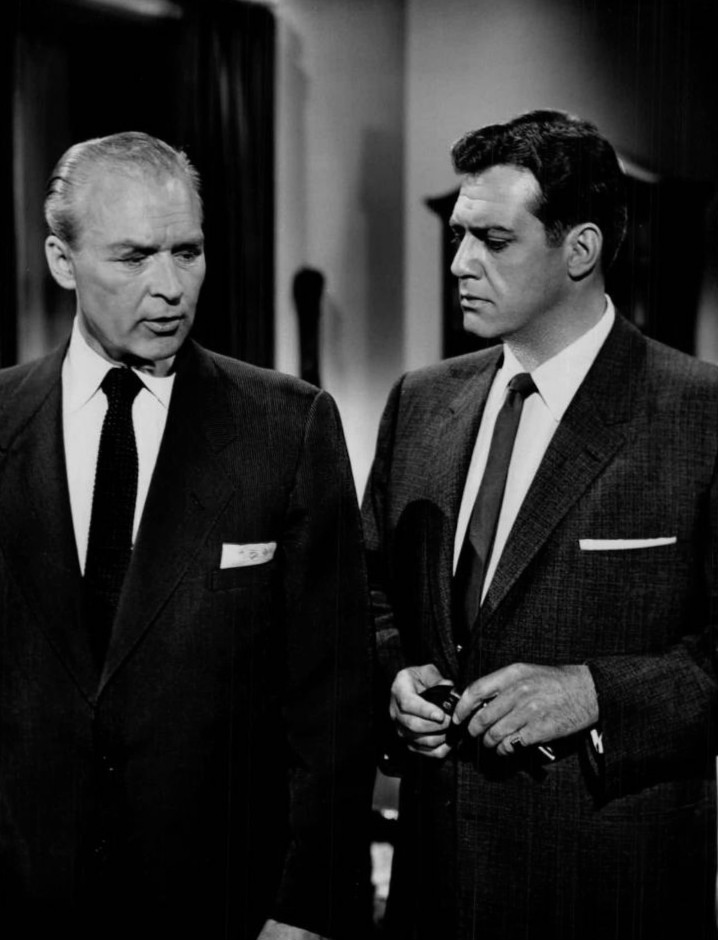
Perry Mason, saison 1, épisode 1 The Case of the Restless Redhead : Ralph Clanton (à g.) et Raymond Burr (rôle-titre)

- 1946 : The Bamboo Blonde d'Anthony Mann
- 1946 : Qui veut la peau du Faucon? (en) (The Falcon's Alibi) de Ray McCarey
- 1946 : Sunset Pass de William Berke
- 1946 : Step by Step de Phil Rosen
- 1947 : Dick Tracy contre La Griffe (Dick Tracy's Dilemma) de John Rawlins
- 1947 : Beat the Band de John H. Auer
- 1947 : Dick Tracy contre le gang (Dick Tracy Meets Gruesome) de John Rawlins
- 1948 : Shed No Tears de Jean Yarbrough
- 1948 : Les Reines du music-hall (Ladies of the Chorus) de Phil Karlson

### Séries télévisées
(directeur de la photographie)
- 1957 : La Flèche brisée (Broken Arrow)
  - Saison 1, épisode 26 Fathers and Sons de Frank McDonald, épisode 28 Ordeal de William Beaudine et épisode 29 The Assassin de Frank McDonald
- 1957-1964 : Perry Mason, première série
  - Saisons 1 à 7, 107 épisodes
- 1965 : Papa Schultz ou Stalag 13  (Hogan's Heroes)
  - Saison 1, épisode 1 L'Informateur (The Informer) de Robert Butler